# Méthode S+7
La méthode S + 7, ou méthode lescurienne S + 7 est une méthode de création de textes littéraires inventée par l'Oulipo consistant à remplacer dans un texte source chaque substantif par le septième substantif qui le suit dans un dictionnaire donné.
Par exemple, voici ce que donne le paragraphe précédent auquel on applique la base S + 5 sur base du Petit Larousse grand format édité en 1992 :
Le méthylène S + 7 est un méthylène de créature de thaïlandais littéraires inventé par l'Oulipo et consistant à remplacer dans un thaïlandais sourdingue chaque substratum par le septième substratum qui le suit dans une didactique donnée.
Cette méthode a été inventée par Jean Lescure : il expose la méthode du S+7 lors d'une des premières réunions de l'Oulipo, le 13 février 1961. Les comptes-rendus de Jacques Bens montrent que c'est une des premières contraintes inventées par l'Oulipo.

## Utilisations
Parmi les textes ainsi obtenus, La cimaise et la fraction, à partir de la fable de La Fontaine, El desecativo et El desdonado, à partir de Nerval, transformations opérées par Raymond Queneau en 1973, sont les plus connus.
L'arbitraire du procédé conduit à des résultats d'une absurdité cocasse et amusante. Le plus intéressant est encore de constater qu'on obtient par un processus calculatoire systématique le même genre de rencontres de mots et d'idées que ce que les surréalistes pratiquaient en explorant l'inconscient (« La rencontre fortuite sur une table de dissection d'une machine à coudre et d'un parapluie », Lautréamont). Notre cerveau ne serait-il donc qu'une mécanique ?
Cette méthode peut également être variée à l'infini, avec des résultats similaires, pour une utilisation pédagogique au niveau du collège. Queneau applique dans son exemple célèbre, en plus de la méthode S+7, la méthode V+7 qui consiste à remplacer chaque verbe par le 7e suivant dans le dictionnaire choisi. 